# Кінцайм
Кінца́йм (фр. Kientzheim) — колишній муніципалітет у Франції, у регіоні Гранд-Ест, департамент Верхній Рейн. Населення — 747 осіб (2011).
Муніципалітет був розташований на відстані близько 380 км на схід від Парижа, 65 км на південний захід від Страсбура, 8 км на північний захід від Кольмара.

## Історія
До 2015 року муніципалітет перебував у складі регіону Ельзас. Від 1 січня 2016 року належав до нового об'єднаного регіону Гранд-Ест.
1 січня 2016 року Кінцайм, Кезерсберг i Сігольсайм було об'єднано в новий муніципалітет Кезерсберг-Віньобль.

## Демографія
Динаміка населення (INSEE ):
Розподіл населення за віком та статтю (2006):
| Стать | Всього | До 15 років | 15-24 | 25-44 | 45-64 | 65-85 | Понад 85 |
| --- | ------ | ----------- | ----- | ----- | ----- | ----- | -------- |
| Чоловіки | 398    | 81          | 20    | 98    | 151   | 48    | 0        |
| Жінки | 386    | 32          | 66    | 101   | 127   | 52    | 8        |
| \| Статево-вікова піраміда \| Статево-вікова піраміда \| Статево-вікова піраміда \| \| ----------------------- \| ----------------------- \| ----------------------- \| \| Чоловіки \| Вік \| Жінки \| \| 0 \| 85 + \| 8 \| \| 0 \| 80-84 \| 4 \| \| 16 \| 75-79 \| 16 \| \| 12 \| 70-74 \| 16 \| \| 20 \| 65-69 \| 16 \| \| 24 \| 60-64 \| 29 \| \| 29 \| 55-59 \| 20 \| \| 53 \| 50-54 \| 49 \| \| 45 \| 45-49 \| 29 \| \| 33 \| 40-44 \| 41 \| \| 20 \| 35-39 \| 20 \| \| 16 \| 30-34 \| 16 \| \| 29 \| 25-29 \| 24 \| \| 12 \| 20-24 \| 29 \| \| 8 \| 15-20 \| 37 \| \| 24 \| 10-14 \| 8 \| \| 20 \| 5-9 \| 12 \| \| 37 \| 0-4 \| 12 \| |        |             |       |       |       |       |          |
| Статево-вікова піраміда |        |             |       |       |       |       |          |
| Чоловіки | Вік    | Жінки       |       |       |       |       |          |
| 0 | 85 +   | 8           |       |       |       |       |          |
| 0 | 80-84  | 4           |       |       |       |       |          |
| 16 | 75-79  | 16          |       |       |       |       |          |
| 12 | 70-74  | 16          |       |       |       |       |          |
| 20 | 65-69  | 16          |       |       |       |       |          |
| 24 | 60-64  | 29          |       |       |       |       |          |
| 29 | 55-59  | 20          |       |       |       |       |          |
| 53 | 50-54  | 49          |       |       |       |       |          |
| 45 | 45-49  | 29          |       |       |       |       |          |
| 33 | 40-44  | 41          |       |       |       |       |          |
| 20 | 35-39  | 20          |       |       |       |       |          |
| 16 | 30-34  | 16          |       |       |       |       |          |
| 29 | 25-29  | 24          |       |       |       |       |          |
| 12 | 20-24  | 29          |       |       |       |       |          |
| 8 | 15-20  | 37          |       |       |       |       |          |
| 24 | 10-14  | 8           |       |       |       |       |          |
| 20 | 5-9    | 12          |       |       |       |       |          |
| 37 | 0-4    | 12          |       |       |       |       |          |

## Економіка
2010 року серед 470 осіб працездатного віку (15—64 років) 376 були активними, 94 — неактивними (показник активності 80,0%, у 1999 році було 64,0%). З 376 активних мешканців працювало 349 осіб (172 чоловіки та 177 жінок), безробітними було 27 (12 чоловіків та 15 жінок). Серед 94 неактивних 30 осіб було учнями чи студентами, 44 — пенсіонерами, 20 були неактивними з інших причин.

У 2010 році в муніципалітеті числилось 318 оподаткованих домогосподарств, у яких проживали 764,5 особи, медіана доходів виносила 22 099 євро на одного особоспоживача